# Steinfell (kulle i Island, lat 65,46, long -17,31)
Steinfell är en kulle i republiken Island. Den ligger i regionen Norðurland eystra, 260 km nordost om huvudstaden Reykjavík. Toppen på Steinfell är 456 meter över havet, eller 63 meter över den omgivande terrängen. Bredden vid basen är 1,9 km.
Trakten runt Steinfell är nära nog obefolkad, med mindre än två invånare per kvadratkilometer. Det finns inga samhällen i närheten. Omgivningarna runt Steinfell är i huvudsak ett öppet busklandskap.